# Eiskunstlauf-Weltmeisterschaften 1907
Die 12. Eiskunstlauf-Weltmeisterschaften fanden am 21. und 22. Januar 1907 in Wien (Österreich) statt.

## Ergebnisse

### Herren
| Platz | Sportler         | Land            |
| ----- | ---------------- | --------------- |
| 1     | Ulrich Salchow   | Schweden        |
| 2     | Max Bohatsch     | Österreich      |
| 3     | Gilbert Fuchs    | Deutsches Reich |
| 4     | Per Thorén       | Schweden        |
| 5     | Heinrich Burger  | Deutsches Reich |
| 6     | Martin Gordan    | Deutsches Reich |
| 7     | Martinus Lørdahl | Norwegen        |

Punktrichter waren:
- Eduard Engelmann  Österreich
- Tibor von Földváry  Ungarn
- H. Günther  Schweiz
- L. Niedermeyer  Deutsches Reich
- A. Lebedew  Russland

### Damen
| Platz | Sportlerin       | Land                   |
| ----- | ---------------- | ---------------------- |
| 1     | Madge Syers      | Vereinigtes Königreich |
| 2     | Jenny Herz       | Österreich             |
| 3     | Lily Kronberger  | Ungarn                 |
| 4     | Elsa Rendschmidt | Deutsches Reich        |
| 5     | Gwendolyn Lycett | Vereinigtes Königreich |

Punktrichter waren:
- E. v. Markus  Ungarn
- E. S. Hirst  Vereinigtes Königreich
- L. Niedermeyer  Deutsches Reich
- E. Gschöpf  Österreich
- Eduard Engelmann  Österreich

## Medaillenspiegel
| Platz | Land                   | Gold | Silber | Bronze | Gesamt |
| ----- | ---------------------- | ---- | ------ | ------ | ------ |
| 1     | Schweden               | 1    | –      | –      | 1      |
| 1     | Vereinigtes Königreich | 1    | –      | –      | 1      |
| 3     | Österreich             | –    | 2      | –      | 2      |
| 4     | Deutsches Reich        | –    | –      | 1      | 1      |
| 4     | Ungarn                 | –    | –      | 1      | 1      |

## Quelle
- World figure skating championships 1900–1909 (men). Skatabase, archiviert vom Original am 11. Oktober 2008; abgerufen am 22. Mai 2018 (englisch).
- World figure skating championships 1906–1914 (ladies). Skatabase, archiviert vom Original am 4. Dezember 2008; abgerufen am 22. Mai 2018 (englisch).